# Département Vienne
Das Département de la Vienne [ˈvjɛn] ist das französische Département mit der Ordnungsnummer 86. Es liegt im Westen des Landes in der Region Nouvelle-Aquitaine und ist nach dem Fluss Vienne benannt.

## Geographie
Das Département Vienne grenzt im Norden an die Départements Maine-et-Loire und Indre-et-Loire, im Osten an das Département Indre, im Südosten an das Département Haute-Vienne, im Süden an das Département Charente und im Westen an das Département Deux-Sèvres.
Die namensgebende Vienne durchfließt das Département von Süd nach Nord. Deren linker Nebenfluss Clain durchquert die Départementshauptstadt Poitiers und mündet bei der zweitgrößten Stadt Châtellerault in die Vienne. Den Osten des Départements durchzieht die Gartempe ebenfalls in nördlicher Richtung und mündet bei La Roche-Posay in die Creuse, die daraufhin die Grenze zum Département Indre bildet, ehe sie in die Vienne einfließt. Den äußersten Südwesten des Départements entwässert die Charente, indem sie von Süden aus dem Département Charente übergeht und in einem u-förmigen Bogen wieder in das gleiche Département zurückfließt.

## Geschichte
Es wurde am 4. März 1790 aus einem Teil der Provinz Poitou und einem Teil der Provinz Saumurois gebildet.
Im Zweiten Weltkrieg war das Département nach dem Waffenstillstand von Compiègne während der ersten Jahre der deutschen Besetzung Frankreichs von der für Menschen und Waren nur mit Genehmigung passierbaren Demarkationslinie zwischen der besetzten und der „freien“ Zone durchtrennt.
Von 1960 bis 2015 gehörte es der Region Poitou-Charentes an, die 2016 in der Region Nouvelle Aquitaine aufging.

## Wappen
Blasonierung: In Rot ein silberner Wellenpfahl, belegt mit fünf (2:1:2) schwarzgefugten, goldenen Burgen mit zwei doppelt gezinnten Flankentürmen, mittlerem erhöhtem gezinnten Torturm, schwarzen Bogenfenstern und offenem goldenem Portal.

## Städte
Die bevölkerungsreichsten Gemeinden des Départements Vienne sind:
| Stadt          | Einwohner (2022) | Arrondissement |
| -------------- | ---------------- | -------------- |
| Poitiers       | 89.472           | Poitiers       |
| Châtellerault  | 31.105           | Châtellerault  |
| Buxerolles     | 10.253           | Poitiers       |
| Jaunay-Marigny | 7.597            | Poitiers       |
| Saint-Benoît   | 7.306            | Poitiers       |
| Chauvigny      | 7.037            | Montmorillon   |
| Loudun         | 6.791            | Châtellerault  |
| Migné-Auxances | 6.276            | Poitiers       |
| Montmorillon   | 5.867            | Montmorillon   |
| Naintré        | 5.954            | Châtellerault  |

## Verwaltungsgliederung
Das Département Vienne gliedert sich in 3 Arrondissements und 265 Gemeinden:
| Arrondissement     | Kantone | Gemeinden | Einwohner 1. Januar 2022 | Fläche km² | Dichte Einw./km² | Code INSEE |
| ------------------ | ------- | --------- | ------------------------ | ---------- | ---------------- | ---------- |
| Châtellerault      | 6       | 92        | 107.316                  | 1.982,85   | 54               | 861        |
| Montmorillon       | 5       | 90        | 65.431                   | 2.876,07   | 23               | 862        |
| Poitiers           | 14      | 83        | 265.941                  | 2.131,52   | 125              | 863        |
| Département Vienne | 19      | 265       | 438.688                  | 6.990,44   | 63               | 86         |

Siehe auch:

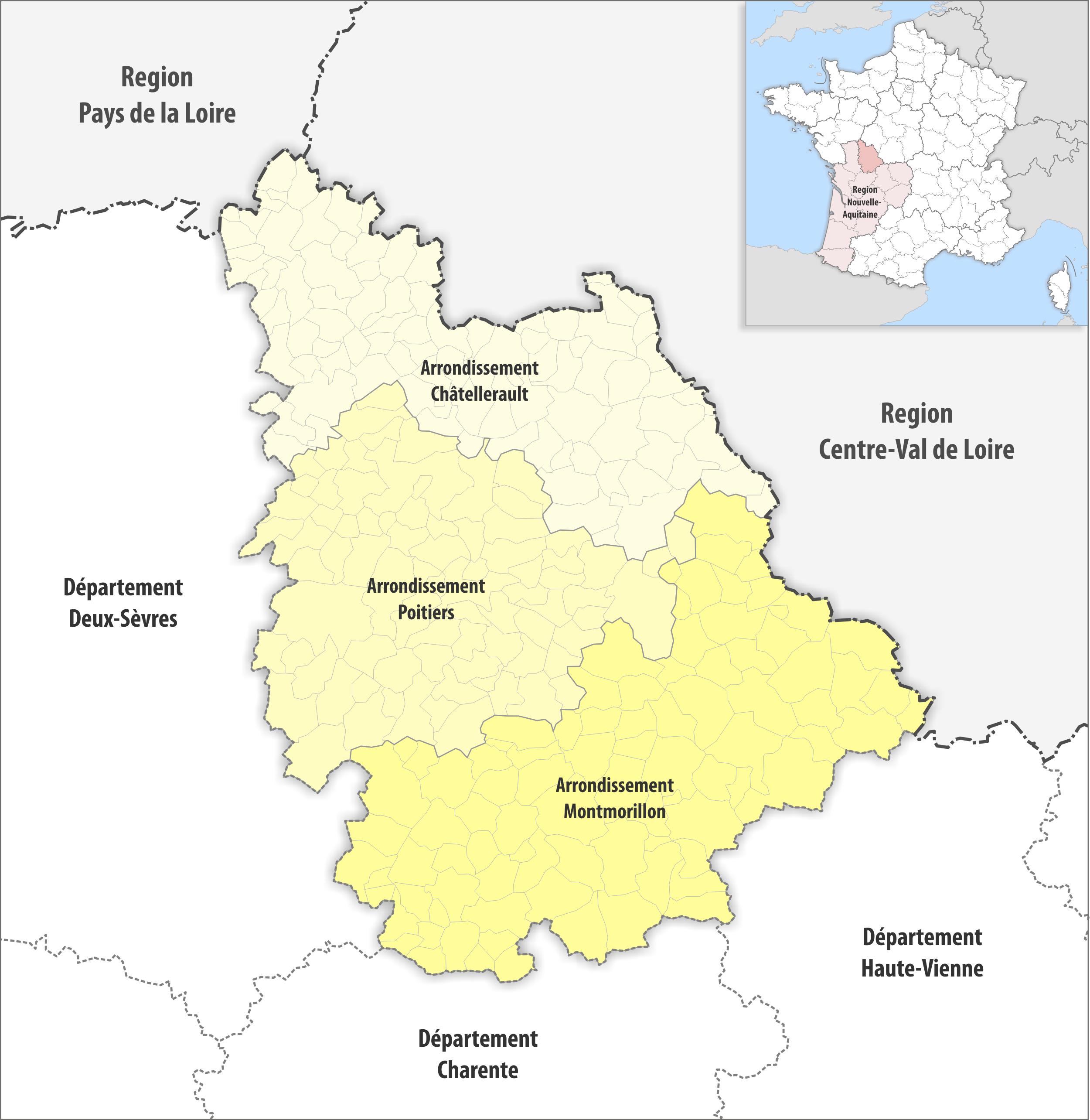
Gemeinden und Arrondissemente im Département Vienne

- Liste der Gemeinden im Département Vienne
- Liste der Kantone im Département Vienne
- Liste der Gemeindeverbände im Département Vienne

## Kultur
- Wandmalereien im Département Vienne